# Амалгам (стоматологија)
Амалгам је материјал који се често користи у стоматологији за рестаурацију зуба.
Први пут је уведен у стоматологију почетком 1800-их у Француској.</ref> Амалгамска пломба је мешавина живе са најмање једним металом. Амалгам се годинама користи у рестаурацији зуба због ниске цене, лакоће примене, чврстоће, издржљивости и бактериостатичких ефеката.
Фактори који у последње време доводе до мање употребе амалгама су утицај на здравље људи, естетику и загађење животне средине.

## Састав
Зубни амалгами се састоје од у просеку од 43% до 54% живе, а остатак је направљен углавном од сребра (~20-35%), а затим следе калај, бакар (~10%) и цинк (~2%).